# Ника-кади Цудахарский
Ника-кади Цудахарский (дарг. ЦӀухъран НикӀа-Кьади) — один из руководителей восстания в Дагестане 1877 года, также известного как «Малый газават». Возглавлял оборону аулов Цудахар и Согратль. В конце восстания был повешен вторым после главного руководителя восстания — имама Мухаммада-Хаджи Согратлинского.

## Биография
Отца звали Мухаммад-кади ал-Цудакари (из Цудахара). Прозвище НикӀа означает «маленький» на даргинском языке.
В 1877 году в Чечне и Дагестане началось крупное восстание против российских властей в связи с русско-турецкой войной 1877—1878 гг. Известно также как «Малый газават». 
9 сентября аулы Куппа и Цудахар восстали первыми в Даргинском округе, установив у себя шариат, Цудахаром руководил Ника-кади.
Утром следующего дня Ника-кади с делегацией повстанцев поехали в село Акуша, чтобы те по их примеру восстали, и акушинцы под руководством Чарака Акушинского последовали за ними.
Позже Ника-кади вместе с отрядом мюридов захватил селение Кутиша, где находилось около трехсот милиционеров. Кроме двадцати, все милиционеры были взяты в плен. Начальник милиции Мамалав Чохский смог спастись.
18 октября генерал Меликов, прибыв в Леваши, отправил солдат к хутору Кара-Кедани, чтобы они разместились там. В ту же ночь Ника-кади с мюридами на них напал, убив и ранив несколько человек. Солдаты бежали с хутора.

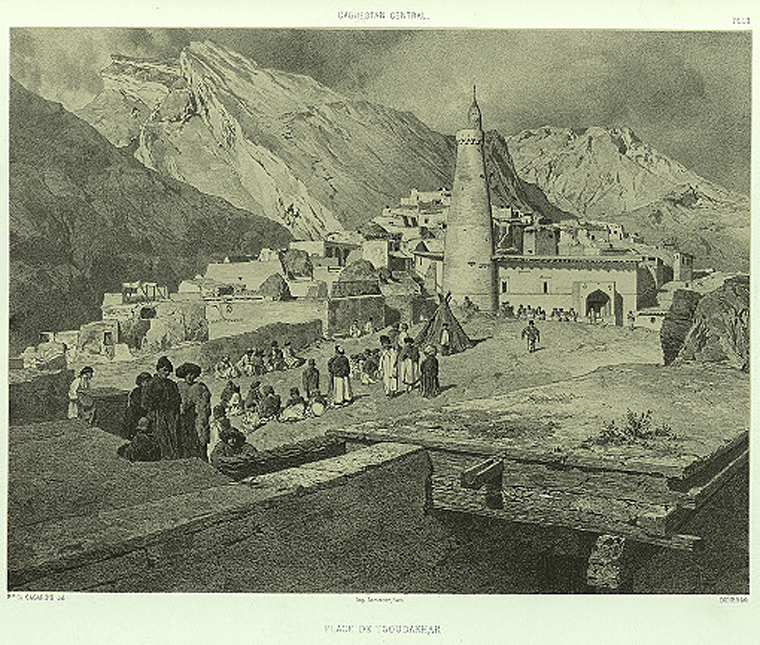
Цудахар в 1840-х годах до разрушения

Узнав об этом генерал генерал с войском и артиллерией двинулся в Цудахар. Они остановились у Иргалинской долины (майдан Ирхи). Оттуда был отправлен отряд с пушками к мосту у Цудахара, чтобы отрезать путь из села Салта. Когда они приблизились к мосту, из-за скалы вышли повстанцы, и отряд отступил. Обстреливая восставших, они уничтожили всех из этого отряда мюридов, кроме одного человека, и подошли к аулу, начав стрельбу с ружей и пушек. Когда они атаковали и смогли войти туда, их разбили и заставили пятиться из селения. 
«И в бегстве своем они [напоминали] „героев Абраха“ или воинство побитое камнями [брошенными] с ладоней».
Восставшими руководил Алил Мухаммад Согратлинский, но он сбежал оттуда, когда войска приблизились к аулу. Его ранил цудахарец, когда тот убегал с будущего места битвы, из-за чего тот и умер позже. После этого руководить повстанцами стал Ника-кади Цудахарский.
Многие не сдержались и сбежали или явились с повинной. Но Ника-кади со своей женой и детьми в эту ночь, укрывшись в доме, остался в ауле.
Узнав об этом, для его ликвидации пошёл отряд. Ника-кади выстрелил одному в грудь, и остальная группа отошла подальше. Он семьей вышел и сбежал в с. Гази-Кумух, а оттуда в Согратль. Жену и детей он оставил в селении Кара, так как у жены было две раны.
После этой битвы 19-20 октября весь аул Цудахар был сожжён и разграблен, по дагестанским источникам, погибло по 1,9 тысяч человек с каждой стороны.

3 ноября, после двухдневных боёв, пал аул Согратль — последний оплот восставших. Этой обороной руководил Ника-кади, который трижды выступил из осады против солдат и возвращался обратно в крепость без каких-либо ранений. В итоге оказался в плену у царских солдат.

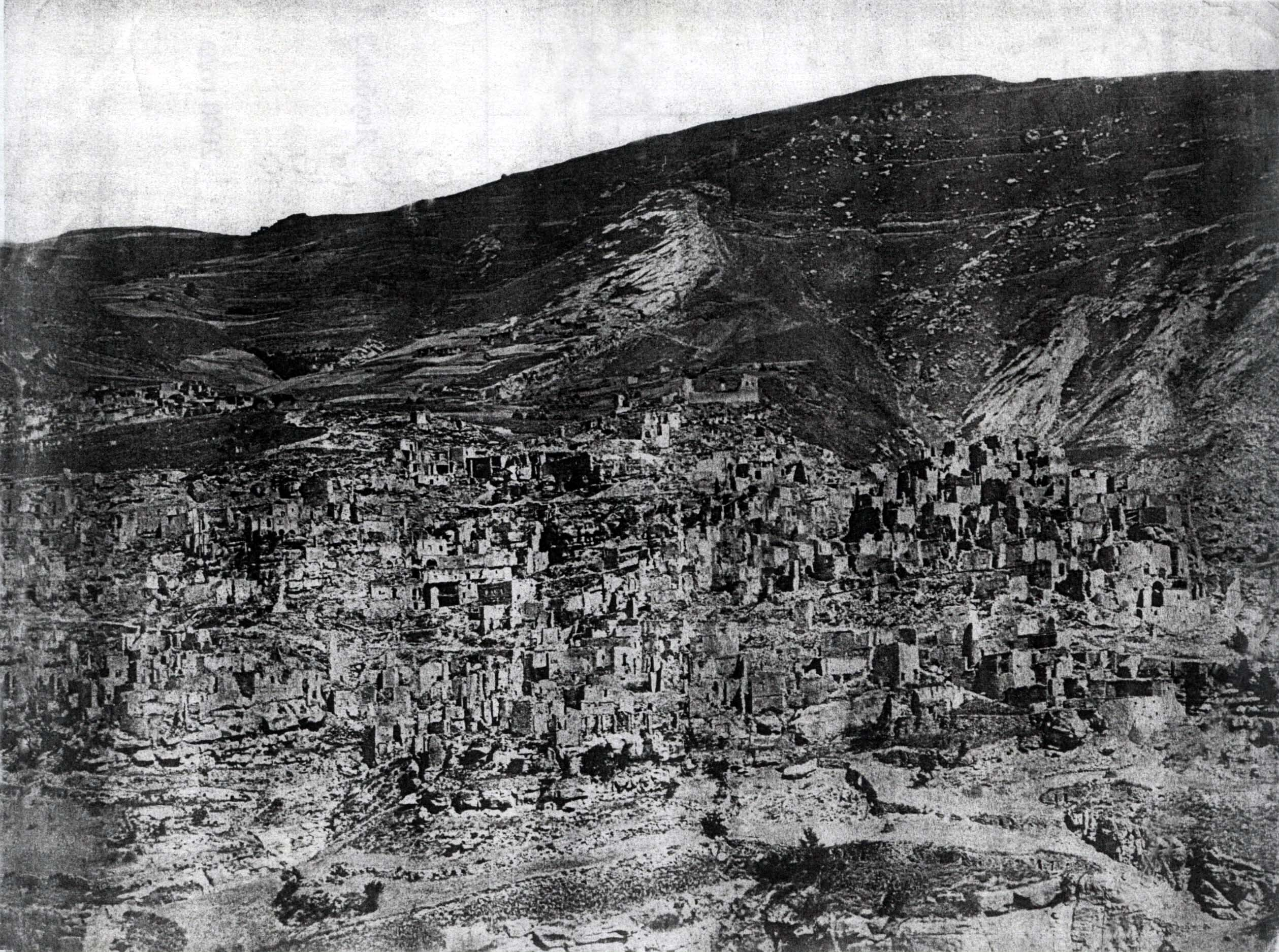
Сожженный Согратль. 1877 г.

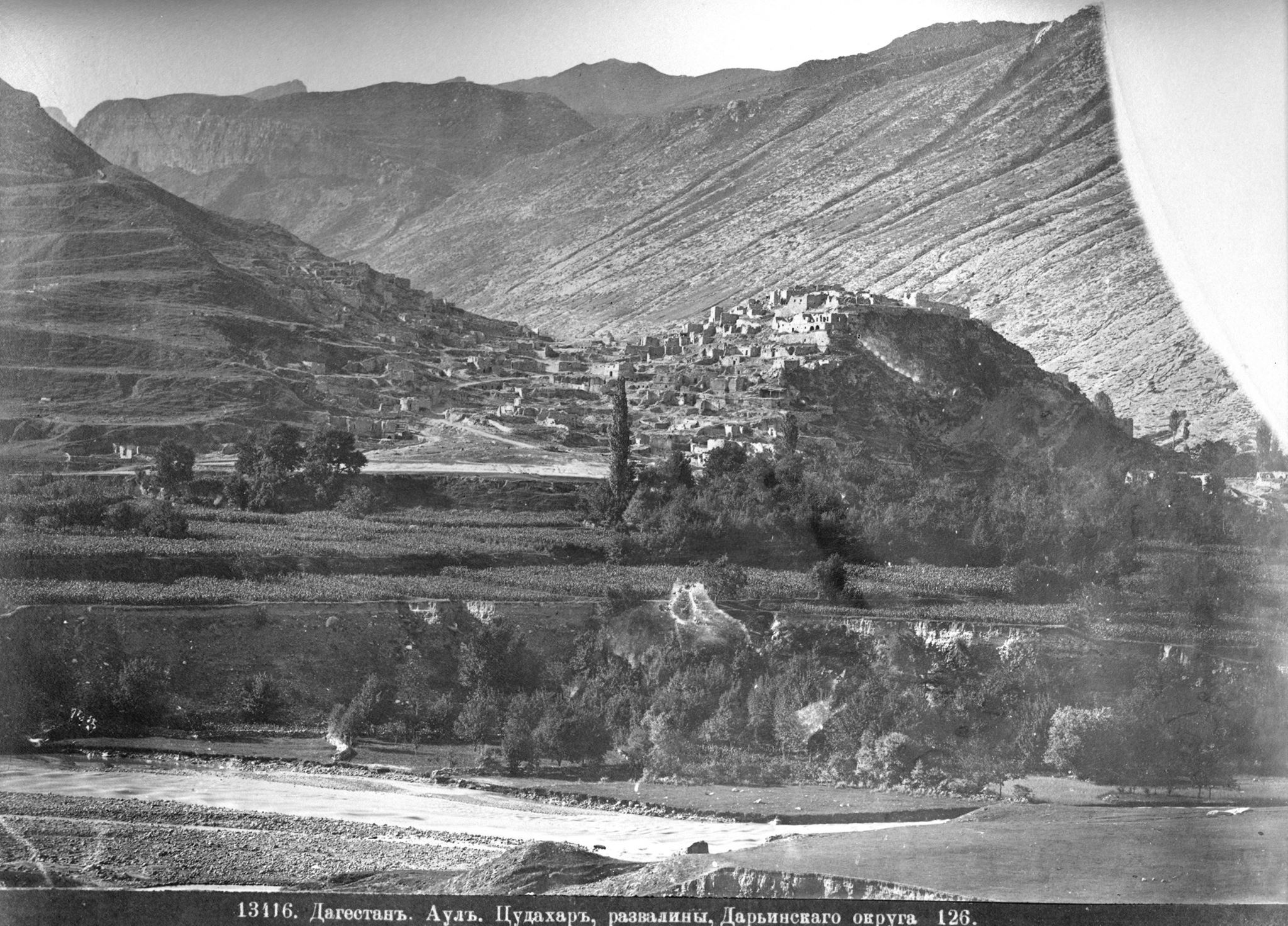
Развалины аула Цудахар. Даргинский округ, 1877 год

Далее генерал Меликов, захватив с собой арестованных, направился в Гуниб, все схваченные были впоследствии отправлены в крепости Шура, Дербент или Владикавказ. Оттуда их ссылали в Сибирь, кроме около двадцати человек, которых продолжали держать под арестом в Гунибе. Среди них был и Ника-кади Цудахарский. Ника-кади отказался прекращать антиимперскую деятельность и был казнён вторым после руководителя самого восстания — Мухаммада-Хаджи. На процедуре их казни присутствовало по требованию царского начальства с каждого селения Дагестана по два или три человека. Приговор был приведен и 14 человек из приговоренных были казнены в местности Салануб, близ Гудул-Майдана.

## Память
Память о Нике-кади, как о великом храбреце, сохранилась и поныне в южной части горного Аваристана, на территории бывшего Гунибского округа. Аварцы-потомки боевых товарищей Ника-кади рассказывают, с опорой на своих предков — участников восстания, что цудахарский герой своей объёмистой и рельефной мускулатурой поражал окружающих — и дагестанцев, и русских.